# Derolus gabunensis
Derolus gabunensis es una especie de escarabajo longicornio del género Derolus, tribu Cerambycini, subfamilia Cerambycinae. Fue descrita científicamente por Lepesme & Breuning en 1956.

## Descripción
Mide 13-17 milímetros de longitud.

## Distribución
Se distribuye por Camerún y Gabón.